# بول ويزلي
بول ويزلي ولد في 23 يوليو، 1982 بولاية نيوجيرسي، الولايات المتحدة. أصبح مهتما بالتمثيل منذ الصف الثالث، شارك في عدد من المسلسلات أهمها هو مسلسل يوميات مصاص دماء وهو من بطولته ويؤدي فيه دور مصاص دماء اسمه ستيفان سلفاتور وقرينيه سايلس وتوم.

## حياته
ولد بول ويسلي في نيو برونزويك، نيو جيرسي، لأبوين بولنديين توماش وأجنيسكا واسيلوسكي، ونشأ في بلدة مارلبورو بولاية نيو جيرسي، لديه أخت واحدة كبرى تُدعى "مونيكا إمارا" (ني واسيلوسكي)، وشقيقتان صغيرتان تُدعيان ليا وجوليا.
يجيد بول التحدث باللغة البولندية إضافةً إلى الإنجليزية، حيث كان يقضي أربعة أشهر من كل عام في بولندا حتى بلغ سن السادسة عشرة. التحق ويسلي بأكاديمية كريستيان براذرز في لينكروفت، نيو جيرسي، ومدرسة مارلبورو الثانوية لفترة خلال سنوات دراسته الثانوية، ثم بدأ دراسته المسرحية في مدينة نيويورك وانتقل من مدرسة مارلبورو الثانوية إلى مدرسة ليكوود الإعدادية في هاول، نيو جيرسي، لأن المدرسة كانت قادرة على استيعاب جدول تمثيله بشكل أفضل.
خلال سنته الإعدادية في المدرسة الثانوية، تم اختياره في المسلسل التلفزيوني "جايدينق لايت" بدور "ماكس نيكرسون"  بدأ دراسته الجامعية في جامعة روتجرز في نيوجيرسي لكنه غادر بعد فصل دراسي واحد بعدما عُرضت عليه المزيد من الأدوار، وأدرك أنه يمكن أن يمتهن التمثيل.

## روابط خارجية
- بول ويزلي على موقع IMDb (الإنجليزية)
- بول ويزلي على موقع روتن توميتوز (الإنجليزية)
- بول ويزلي على موقع ألو سيني (الفرنسية)
- بول ويزلي على موقع ميوزك برينز (الإنجليزية)
- بول ويزلي على موقع أول موفي (الإنجليزية)
- بول ويزلي على موقع إن إن دي بي (الإنجليزية)
- بول ويزلي على موقع قاعدة بيانات الفيلم (الإنجليزية)
- بول ويزلي على موقع كينوبويسك (الروسية)